# Scald Law
Scald Law est un sommet du Midlothian, en Écosse. Avec ses 579 mètres d'altitude, c'est le point culminant des Pentland Hills. Il est composé de roches volcaniques du Dévonien.

## Toponymie
L'origine du nom est incertaine. Certaines sources disent qu'il dérive du mot écossais scawed, qui signifie « nu, pelé », tandis que d'autres soutiennent qu'il vient de scaldberry, un ancien nom de blackberry (mûre).